# Elevado La Yaguara
El Elevado La Yaguara es una infraestructura vial que se encuentra en la avenida Intercomunal de Antímano, municipio Libertador de Caracas. Fue construido por parte del Ministerio del Poder Popular para el Transporte Terrestre y Obras Públicas del Ejecutivo Nacional de Venezuela.
Este elevado de concreto armado fue parte de las soluciones viales para Caracas y otras ciudades del país, aprobadas por el gobierno del presidente venezolano Nicolás Maduro Moros para ser ejecutadas entre el año 2013 y 2015 con el objetivo de mejorar las vías de circulación y disminuir la congestión vehicular.
Para la ejecución de esta obra se invirtieron BsF. 75 millones. Fue realizado enteramente por personal venezolano, con materiales de fabricación nacional. Se convirtió en el primer elevado de concreto construido en el municipio Libertador, ya que los anteriores eran elaborados exclusivamente en estructuras metálicas.

## Antecedentes
Una de las grandes problemáticas de la ciudad de Caracas ha sido la congestión vehicular, debido al crecimiento no controlado de las zonas urbanas, la falta de vías adecuadas y la carencia de un sistema de transporte público adecuado. Con el crecimiento del parque automotor, el colapso en el desplazamiento fue notable, sobre todo en las zonas populares al oeste de la ciudad.
La densidad poblacional en las comunidades de La Yaguara, Antímano, Carapita y El Junquito sobrepasaron la capacidad de la avenida Intercomunal de Antímano, generando fuertes retrasos en la intersección con la avenida García González Da Silva, que conduce hacia carretera del Junquito y el Distribuidor de La Yaguara que conecta con Montalban y la autopista Francisco Fajardo.
Para mejorar el tránsito, en el año 2013, el Ejecutivo Nacional aprobó el Plan de Soluciones Viales para Caracas y otras ciudades del país, dicho programa fue ejecutado por el entonces ministro del Poder Popular para Transporte Terrestre y Obras Públicas, Haiman El Troudi.
El proyecto contempló la construcción de un elevado en la avenida Intercomunal de Antímano que permitiría el tránsito sin interrupciones en dirección este-oeste y oeste-este, lo que mejoraría el desplazamiento hacia la carretera de El Junquito y la carga vehicular proveniente de la autopista Francisco Fajardo.

## Construcción y puesta en funcionamiento
Se comenzó a construir a principios del mes de junio de 2014, cuando se hicieron los primeros trabajos de ingeniería. Para el proyecto se tomó en cuenta el Elevado de Los Dos Caminos en el este de Caracas pero ajustados a las dimensiones y necesidades del sector de Antímano.
La obra de concreto armado requirió la construcción de dos muros de tierra armada de 120 metros cada uno y un puente de 70 metros de largo, por lo que la longitud del elevado es de 330 metros. Cuenta con un ancho de más de 14 metros, dos canales (uno en cada dirección) y una altura de 5,3 metros.
Se emplearon materiales de producción nacional para la construcción de la obra, con la participación de ingenieros venezolanos en todas las fases del proyecto.
Esta obra fue puesta en funcionamiento el 9 de noviembre de 2014, tras una ejecución de labores durante cuatro meses. Con su puesta en marcha se logró disminuir la congestión automotora al eliminar la interrupción de la circulación por el semáforo entre el este y el oeste.
Se estima que la construcción de este elevado permitió una mejor circulación para 15 mil vehículos que se desplazan por el lugar a diario y benefició a más de 800 mil personas que hacen vida y transitan por el sector.

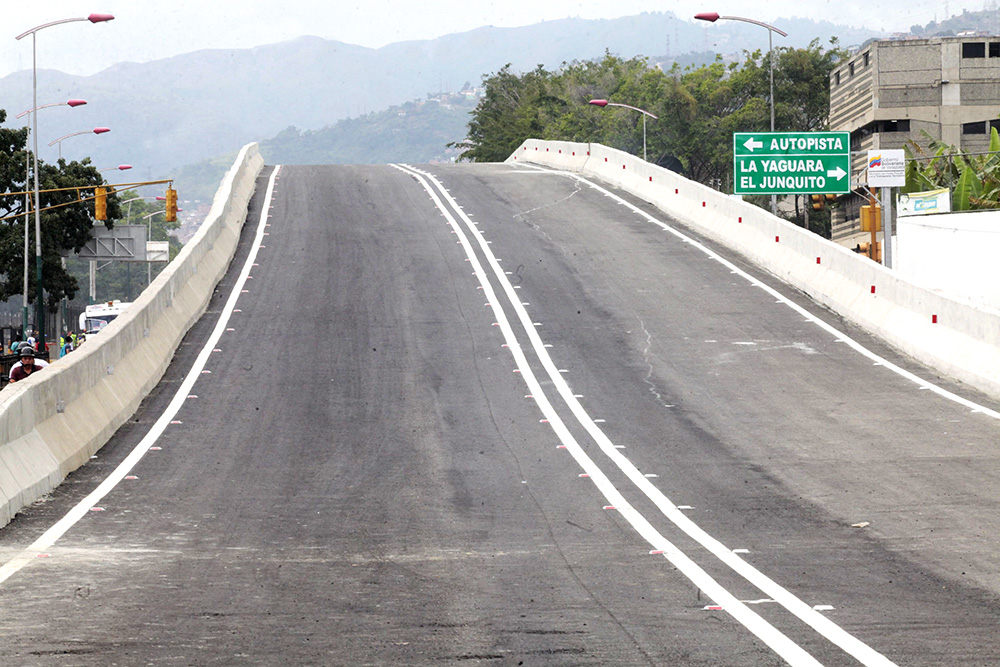
Elevado La Yaguara
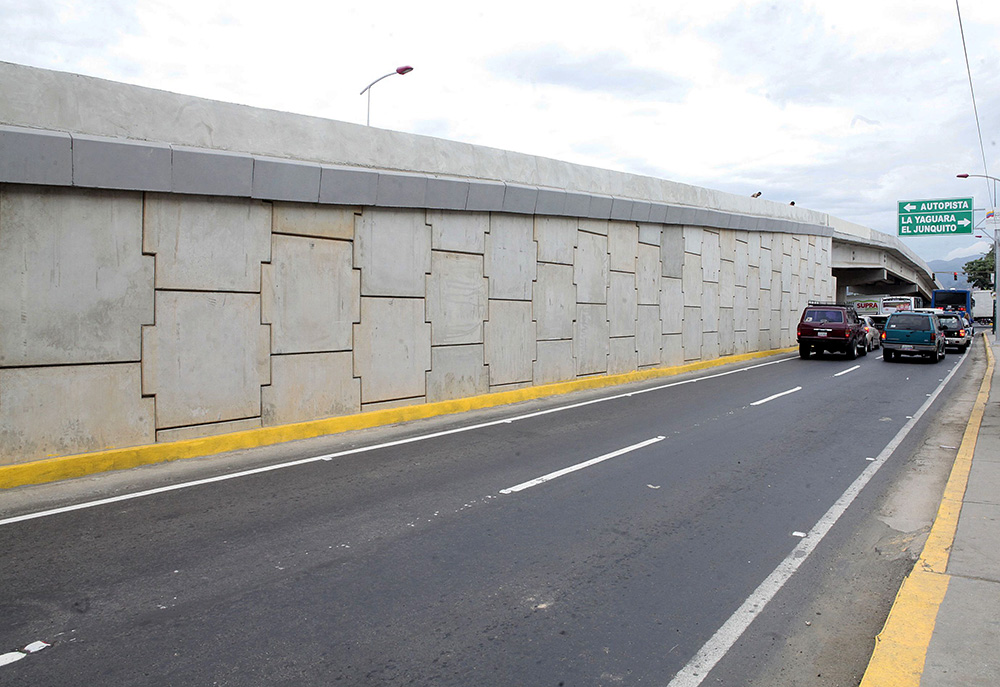
Elevado La Yaguara
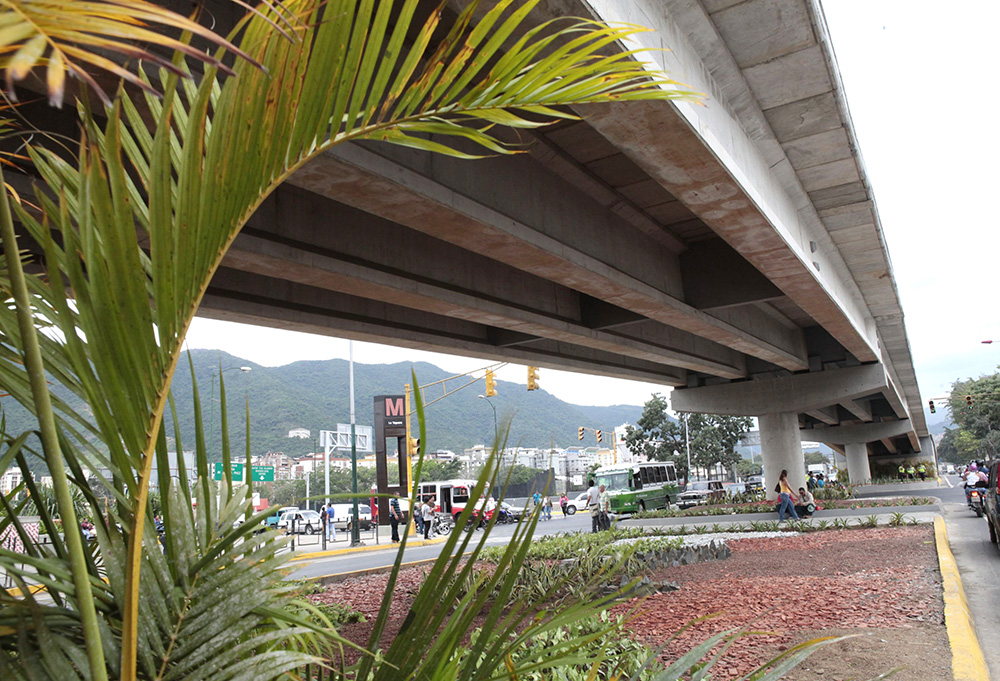
Elevado La Yaguara
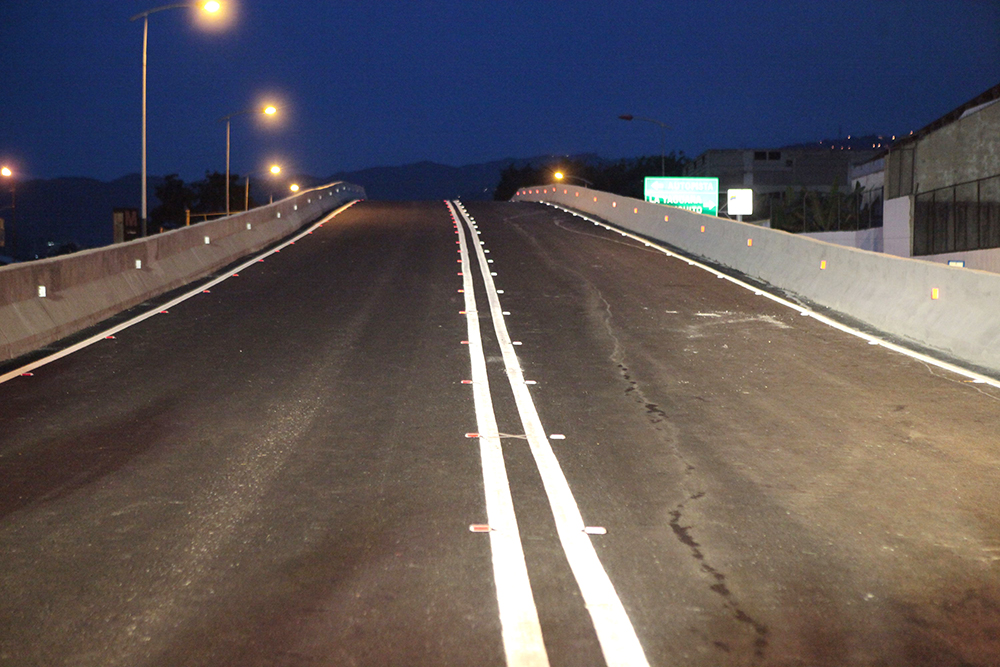
Elevado La Yaguara
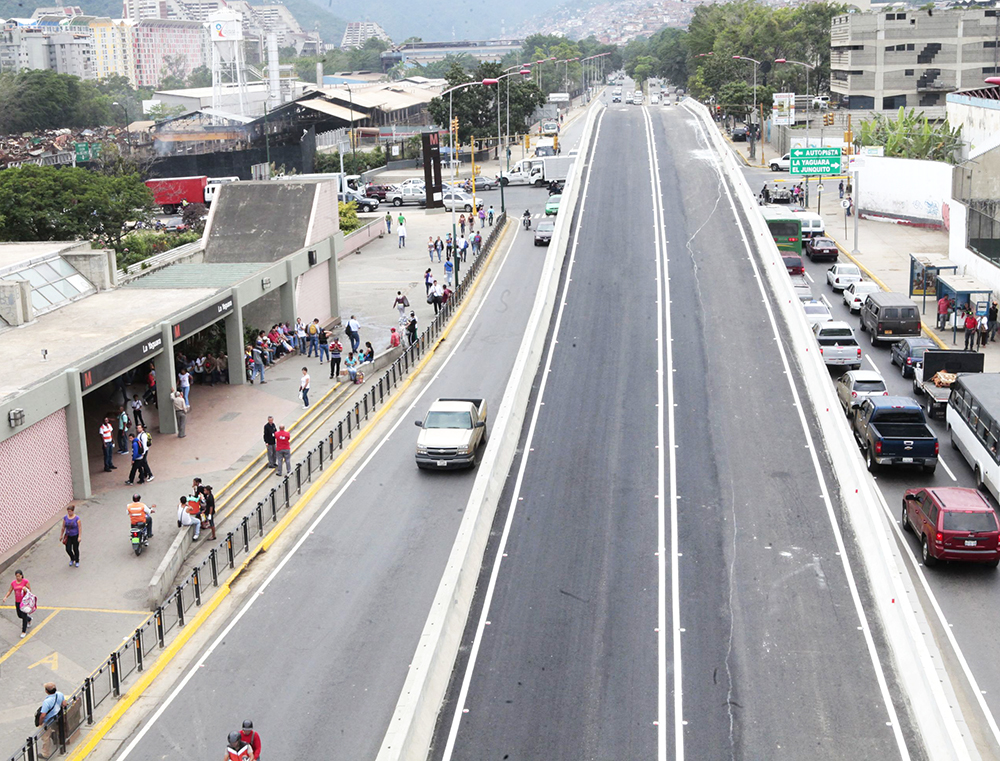
Elevado La Yaguara

## Detalles técnicos
- Inversión: BsF. 75 millones
- Tiempo de construcción: 4 meses
- Materiales: Concreto Armado y Acero
- Longitud: 330 metros
- Ancho: 14,6 metros
- Altura: 5,3 metros